# Anoplotettix golestanicus
Anoplotettix golestanicus är en insektsart som beskrevs av Dlabola 1984. Anoplotettix golestanicus ingår i släktet Anoplotettix och familjen dvärgstritar. Inga underarter finns listade i Catalogue of Life.